# توتا روي شودري
توتا روي شودري (بالبنغالية: টোটা রায়চৌধুরী)‏ هو ممثل هندي، ولد في 9 يوليو 1976 في الهند.

## أعمال

### أفلام
- (2003) شبهورت ماهورت

## وصلات خارجية
- توتا روي شودري على موقع IMDb (الإنجليزية)
- توتا روي شودري على موقع روتن توميتوز (الإنجليزية)
- توتا روي شودري على موقع قاعدة بيانات الفيلم (الإنجليزية)